# Cololabis adocetus
Cololabis adocetus är en fiskart som beskrevs av Böhlke, 1951. Cololabis adocetus ingår i släktet Cololabis och familjen makrillgäddefiskar. Inga underarter finns listade i Catalogue of Life.